# Neuendorf (Unterfranken)

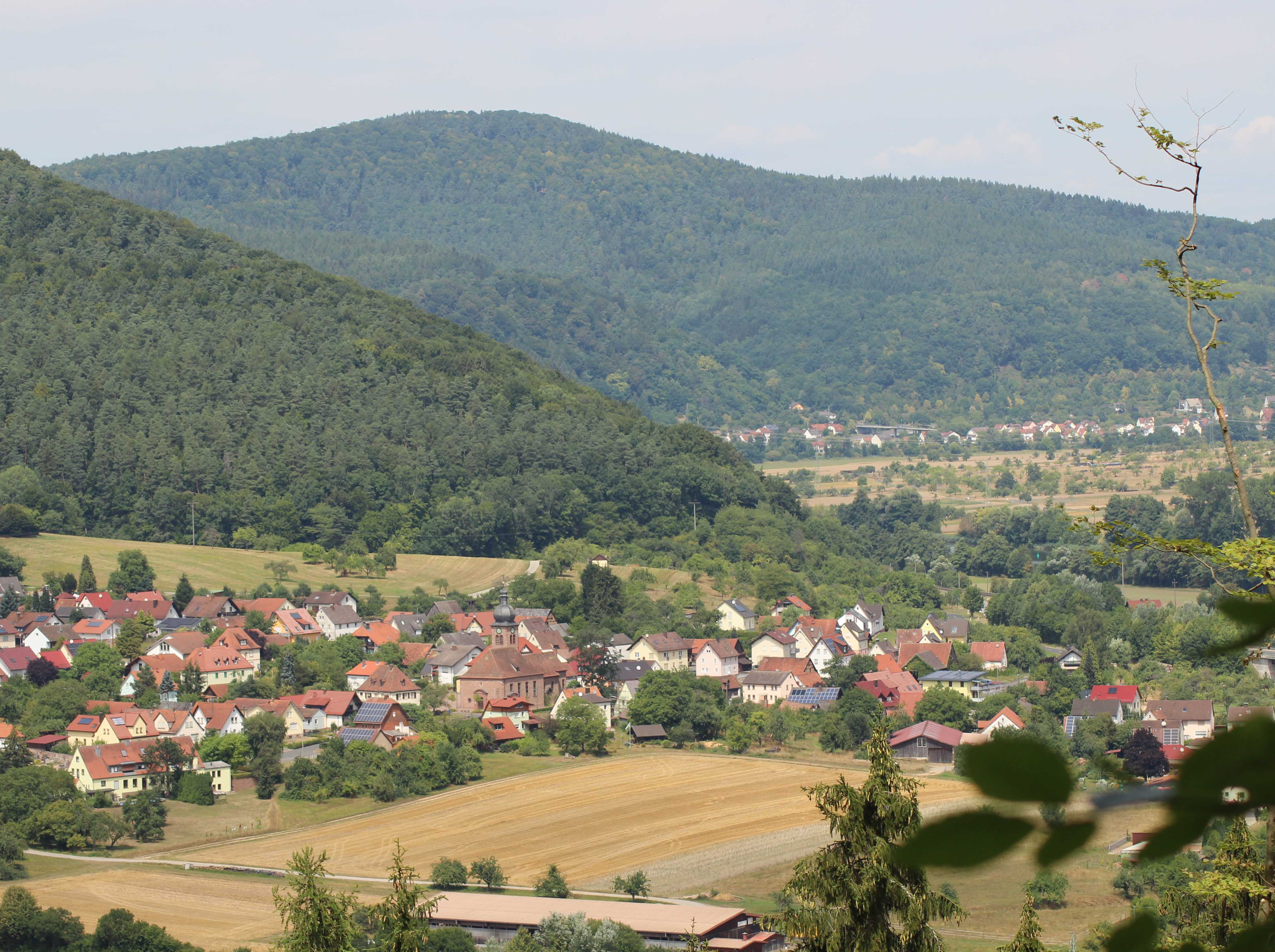
Blick auf Neuendorf vom Salzberg, rechts im Hintergrund ist Langenprozelten erkennbar

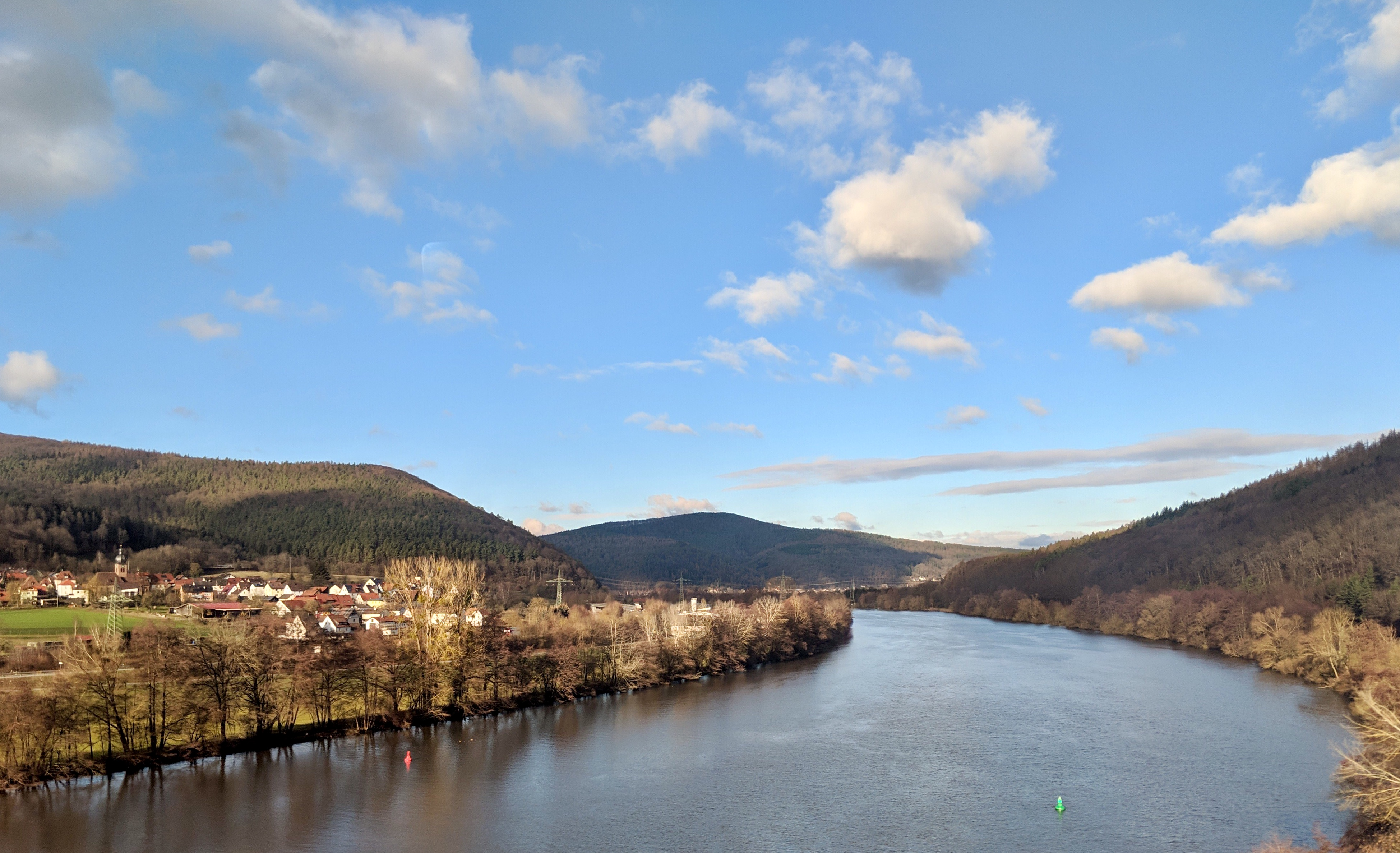
Neuendorf mit Main

Neuendorf (ⓘ) ist eine Gemeinde im unterfränkischen Landkreis Main-Spessart.

## Geografie

### Geografische Lage
Neuendorf liegt in der Region Würzburg im Vorspessart und wird nach Süden hin vom Main abgegrenzt. Es liegt zwischen den Städten Gemünden am Main und Lohr am Main. Der topographisch höchste Punkt der Gemeindegemarkung befindet sich mit 530 m ü. NHN am Gipfel der Sohlhöhe, am Oberbecken des Pumpspeicherkraftwerkes, der niedrigste liegt im Main auf 152,4 m ü. NHN.

### Gemeindegliederung
Es gibt zwei Gemeindeteile (in Klammern ist der Siedlungstyp angegeben):
- Nantenbach (Dorf)
- Neuendorf (Pfarrdorf)

Beide Gemeindeteile liegen in der Gemarkung Neuendorf.

### Nachbargemeinden
|  | Stadt Gemünden am Main                      |
|  | Kompassrose, die auf Nachbargemeinden zeigt |
|  | Stadt Lohr am Main                          |

## Name

### Etymologie
Der Name Neuendorf besteht aus den mittelhochdeutschen Wörtern niuwe, das „neu“ bedeutet, und dorf. Die Bezeichnung „Neu Dorf“ wurde von der Bildung eines neuen Dorfes abgeleitet.

### Frühere Schreibweisen
Frühere Schreibweisen des Ortes aus diversen historischen Karten und Urkunden:
- 1325 Nuwendorf
- 1344 Nuewendorf
- 1346 Niwendorf
- 1593 Nevendorf
- 1594 Neuendorff
- 1625 Neuendorf

## Geschichte

### Bis zur Gemeindegründung
Die älteste erhaltene Erwähnung des Ortes stammt vom 27. Mai 1325. Nantenbach ist der ältere Teil der Gemeinde.
Neuendorf gehörte zum Amt Partenstein. Dieses hatte wechselnden Herren: Zunächst die Grafen von Rieneck, seit etwa 1277 die Erzbischöfe von Mainz und die Herren und Grafen von Hanau gemeinsam, ab 1684 dann nur noch das Erzbistum. Frondienste waren zeitweise an das Amt Partenstein und Hohenroth zu leisten. Als Erwerb der Einwohner dominierte die Landwirtschaft auf kargem Boden auf Buntsandstein.
Als Teil des Erzstifts Mainz fiel Neuendorf im Reichsdeputationshauptschluss 1803 an das neugebildete Fürstentum Aschaffenburg, mit welchem (nun ein Departement des Großherzogtums Frankfurt) es 1814 zu Bayern kam. Im Zuge der Verwaltungsreformen in Bayern entstand mit dem Gemeindeedikt von 1818 die heutige Gemeinde.

### Verwaltungsgeschichte
Im Jahre 1862 wurde das Bezirksamt Lohr am Main gebildet, auf dessen Verwaltungsgebiet Neuendorf lag. 1939 wurde wie überall im Deutschen Reich die Bezeichnung Landkreis eingeführt. Neuendorf war dann eine der 26 Gemeinden im Landkreis Lohr am Main. Mit der Auflösung des Landkreises Lohr am Main kam Neuendorf am 1. Juli 1972 in den neu gebildeten Landkreis Mittelmain, der zehn Monate später seinen endgültigen Namen Landkreis Main-Spessart erhielt.
Im Zuge der Gebietsreform in Bayern konnte Neuendorf seine Eigenständigkeit bewahren. Die Gemeinde wurde der Verwaltungsgemeinschaft Lohr am Main zugeordnet. Mittlerweile ist Neuendorf die Gemeinde mit der niedrigsten Einwohnerzahl im Landkreis.

### Religionen
Kirchlich gehörten Neuendorf und Nantenbach früher zur römisch-katholischen Pfarrei Lohr am Main, später zu Langenprozelten. Im Jahre 1717 wurde in Neuendorf eine kleine Filialkirche erbaut, die 1928/1929 auf den heutigen Umfang erweitert wurde. Kirchenpatron ist der Heilige Sebastian. Die Pfarrei hat seit 70 Jahren einen eigenen Geistlichen. Der Anteil der Katholiken an der Dorfbevölkerung beträgt rund 90 Prozent.

### Einwohnerentwicklung
Im Zeitraum 1988 bis 2018 sank die Einwohnerzahl von 871 auf 830 um 41 Einwohner bzw. um 4,7 %.
- 1961: 685 Einwohner
- 1970: 754 Einwohner
- 1987: 868 Einwohner
- 1991: 875 Einwohner
- 1995: 913 Einwohner
- 2000: 972 Einwohner
- 2005: 949 Einwohner
- 2010: 834 Einwohner
- 2015: 830 Einwohner

## Politik

### Verwaltung
Die Gemeinde ist Mitglied der Verwaltungsgemeinschaft Lohr am Main.

### Gemeinderat
Die Gemeinderatswahl 2020 ergab folgende Stimmenanteile und Sitzverteilung:
- CSU/Unabhängige Bürger: 39,07 % (3 Sitze)
- Freie Wähler Dorfgemeinschaft Neuendorf: 60,93 % (5 Sitze)

### Bürgermeister
Bürgermeister ist seit 1. Mai 2008 Karlheinz Albert (Freie Wähler Dorfgemeinschaft Neuendorf); dieser wurde am 15. März 2020 mit 91,0 % der Stimmen für weitere sechs Jahre gewählt. Sein Vorgänger war Konrad Rauch (CSU/Unabhängige Bürger).
Die Vertreter des Bürgermeisters sind:
- Zweiter Bürgermeister Bernhard Ries (Freie Wähler Dorfgemeinschaft Neuendorf)
- Dritter Bürgermeister Oliver Ebert (CSU/Unabhängige Bürger)

### Wappen
Die Gemeinde führt seit 1981 ein eigenes Wappen.
| Wappen von Neuendorf | Blasonierung: „Im Zinnenschnitt geteilt von Rot und Gold, oben zwei schräg gekreuzte silberne Pfeile, unten ein blaues Schälmesser“ |
| Wappen von Neuendorf | Wappenbegründung: Die Geschichte von Neuendorf wurde wesentlich durch die Grafen von Rieneck geprägt, an die im Gemeindewappen die Farben Rot und Gold erinnern. Die 1717 erbaute Kirche von Neuendorf ist dem heiligen Sebastian geweiht. Dieses Patrozinium wird durch die gekreuzten Pfeile als Symbol dieses Heiligen dargestellt. An die über dreihundertjährige Tradition des Fassreifenschneiders und der Holzbearbeitung in Neuendorf und Nantenbach erinnert das Schälmesser. Auf der gegenüberliegenden Mainseite von Neuendorf befindet sich die Ruine des ehemaligen Klosters Schönrain, das nach seiner Aufhebung im 16. Jahrhundert von den Grafen von Rieneck als Schloss und Verwaltungsbau benutzt wurde. Im Wappen weist der Zinnschnitt auf diese Kloster- bzw. Schlossanlage hin. |

## Wirtschaft und Infrastruktur

### Wirtschaft einschließlich Land- und Forstwirtschaft
Bis vor sieben Jahrzehnten war Neuendorf ein rein landwirtschaftlich orientiertes Dorf, die Kleinbauern besserten ihren Unterhalt durch Waldarbeit, Reifen schneiden, Rinden schälen, und Holztransporten zu den Ländeplätzen am Main auf. In den zwanziger Jahren fasste in Neuendorf die Heimschneiderei Fuß und sorgte für einen wirtschaftlichen Aufschwung. Zwischen 1950 und 1960 ging die Landwirtschaft zurück, da sich bessere Verdienstmöglichkeiten, besonders im nahe liegenden Lohr am Main, boten. Heute hat der Ort nur noch einen Vollerwerbslandwirt. Es gab nach der amtlichen Statistik im Jahr 1999 vier landwirtschaftliche Betriebe mit einer landwirtschaftlich genutzten Fläche von 89 ha, davon waren 53 ha Ackerfläche und 34 ha Dauergrünfläche. Damit ist ein Strukturwandel von einer ehemals landwirtschaftlich geprägten Gemeinde hin zu einer Wohngemeinde eingetreten.
An Industrieansiedlungen ist ein metallverarbeitender (Drahtbiegeteile) Betrieb, eine Spezialfirma für Anbaugeräte an Maschinen, ein Betonwerk – hauptsächlich für Fertigdecken – sowie eine Karosseriewerkstätte zu nennen. Es gab 1998 nach der amtlichen Statistik im produzierenden Gewerbe 157 und im Bereich Handel und Verkehr keine sozialversicherungspflichtig Beschäftigte am Arbeitsort. Sozialversicherungspflichtig Beschäftigte am Wohnort gab es insgesamt 348.
Neuendorf ist eine waldreiche Gemeinde. In der 965 Hektar großen Gemarkung befinden sich 171 Hektar der etwa 700 Hektar umfassenden Waldfläche im Besitz der Gemeinde. Hierfür hat die Gemeinde 8,5 Kilometer für LKW befahrbare Waldwege ausgebaut.

### Infrastruktur
Die aus dem Jahre 1901 stammende Wasserversorgung wurde in den Jahren 1972 bis 1978 gründlich saniert. Die gemeindlichen Entwässerungseinrichtungen sind ebenfalls seit 1960 abschnittsweise saniert worden. Die Abwasseranlage konnte 1994 mit der Fertigstellung der Hauptsammelkanäle und der Kläranlage in Betrieb genommen werden. Der Friedhof wurde in den Jahren 1953 und 1970 vergrößert und vor wenigen Jahren im alten Friedhofsteil saniert. Im Jahre 1995 wurde ein neues Baugebiet „Am Thürlein“ mit 42 Bauplätzen erschlossen.

### Verkehr
Durch den Neubau der Nantenbacher Kurve mit der Maintalbrücke Nantenbach im Zuge der Bahnstrecke Würzburg–Aschaffenburg sowie dem Bau der Ortsumgehung im Zuge der Bundesstraße 26 hat sich das Gesicht der Gemeinde wesentlich gewandelt. Neuendorf hatte von 1901 bis zum Jahr 1982 eine eigene Bahnstation. Heute wird die Gemeinde mit Straßenbussen des öffentlichen Verkehrsverbundes über die B 26 bedient. Die Gemeinde ist in das bayerische Dorferneuerungsprogramm aufgenommen. Bei den Dorfverschönerungsmaßnahmen wurde zuletzt die Frankenstraße im Jahr 2001/2002 neu ausgebaut. In den vergangenen Jahren konnte mit Hilfe des Straßenbauamtes Würzburg eine durchgehende Radwegverbindung entlang des Maines nach Gemünden am Main und nach Lohr a.Main gebaut werden. Ein modernes Rathaus mit Mehrzweckraum für Ortsvereine, ein neuer Kindergarten sowie der vom SV Neuendorf neu gebaute Sportplatz und das Sportheim sollen den Gemeinschaftssinn und vielfältige Aktivitäten in der Gemeinde unterstützen.

## Bildung und Kultur
Die schulpflichtigen Kinder der Schuljahrgänge eins bis acht wurden bis zum Jahre 1967 im gemeindeeigenen Schulhaus in Neuendorf unterrichtet. Im Zuge der Schulneugliederung wurden ab 1967 die Jahrgänge fünf mit acht in Langenprozelten beschult, die Jahrgänge eins mit vier blieben bis 1974 in Neuendorf. Heute gehen alle Neuendorfer Kinder in die Grundschule bzw. in die weiterführenden Schulen nach Lohr am Main oder Gemünden.
Am örtlichen Kulturgeschehen beteiligen sich die Musikkapelle, die Fränkische Trachtenkapelle, das „Schönrain Echo“, der Sportverein, ein Fasenachtsverein, die Freiwillige Feuerwehr, eine Rotkreuzgemeinschaft, ein „Gemischter Chor“, der Obst- und Gartenbauverein, der ComputerClub Neuendorf, der FC Bayern München Fanclub Neuendorf und die Kolpingsfamilie. Für größere Veranstaltungen steht eine Mehrzweckhalle („Schönrainhalle“), die in den Jahren 2002/2003 grundlegend renoviert wurde, zur Verfügung.
Seit den achtziger Jahren besteht eine Partnerschaft zu Neuendorf in der Schweiz.